# Marian Ispir
Marian Ispir (20 august 1992, Buftea, Ilfov, România) este un jucător de rugby din România, care a jucat ca Aripa la clubul CEC Bank SuperLiga CSM București si Dinamo Bicuresti ,actualmente joaca la Rapid Bucuresti , a jucat si pentru Echipa națională de rugby a României, este capitanul echipei naționale de rugby 7 a României. 